# 瀬長浩
瀬長 浩（せなが ひろし、1922年5月6日 - 1997年10月21日）は、日本の銀行家。

## 経歴
沖縄県出身。1944年に東北帝国大学理学部物理科を経て、1949年にハワイ大学を卒業。琉球貿易庁、琉球政府での勤務を経て、後に中部製糖社長に就任。1972年に沖縄銀行頭取に就任し、1983年には会長に就任。
1997年10月21日に腎不全のために死去。75歳没。